# Chůze po vodě (film)
Chůze po vodě (v originále Walking on Water) je australský hraný film z roku 2002, který režíroval Tony Ayres. Snímek měl světovou premiéru na Berlínském mezinárodním filmovém festivalu 10. února 2002, v ČR byl uveden na filmovém festivalu Febiofest v roce 2005.

## Děj
Gavin je těžce nemocný, má AIDS, a jeho nejbližší přátelé Charlie a Anna jej doprovázejí na konci života. Když zemře, přijíždějí na víkend do Sydney členové jeho rodiny. Potřeba vyrovnat se s touto smutnou událostí vede zúčastněné až k předem neočekávaným reakcím, mj. Anna se pustí do sexuálních hrátek s Gavinovým ženatým bratrem.

## Ocenění
- pět ocenění od Australian Film Institute
- Teddy Award pro nejlepší hraný film

## Obsazení
| Vince Colosimo     | Charlie      |
| Maria Theodorakis  | Anna         |
| Nathaniel Dean     | Simon        |
| Judi Farr          | Margaret     |
| Nicholas Bishop    | Frank        |
| David Bonney       | Gavin        |
| Daniel Roberts     | Carl         |
| Anna Lise Phillips | Kate         |
| Celeste Jones      | Martha       |
| Maureen Green      | Robyn        |
| Timothy Jones      | doktor Simms |